# Списак рудника у Србији
Следећа листа рудника у Србији је подлиста чланка листа рудника и спискова оперативних, напуштених и будућих рудника у Србији и груписана је према примарној минералној сировини која се експлоатише. У практичне сврхе каменоломи камена, мермера и други могу бити укључени у ову листу. Оперативни рудници су означени подебљаним словима, будући рудници су означени косим словима.

## Рудници угља
- Алексиначки Рудник (затворено)
- Боговина
- Рудник Костолац
- РБ Колубара
- Сењски Рудник
- Рудник Врдник
- Рудник Вршка Чука
- Рудник Добра Срећа
- Рудник Јасеновац
- Рудник Јелашница
- Рудник Рембас
- Рудник Јарандо
- Рудник Ушће (тадење)

## Рудници кобалта
- Рудник Руђинци
- Рудник Велуће

## Рудници бакра
- Рудник Бор
- Рудник Борска Река
- Рудник Церово
- Рудник Думитру Поток
- Рудник Кисељак
- Рудник Мајданпек
- Рудник Мали Кривељ
- Рудник Велики Кривељ

## Рудници олова и цинка
- Рудник Трепча
- Рудник Велики Мајдан

## Рудници графита
- Рудник Доња Љубата

## Рудници литијума
- Рудник Јадар

## Рудници магнезијума
- Рудник Бела Стена

## Рудници молибдена
- Рудник Мачкатица
- Рудник Сурдулица

## Рудници никла
- Рудник Мокра Гора

## Неодређено
- Рудна Глава, некадашњи рудник, сада археолошко налазиште

## Рудници у Србији
Рударство у Србији је веома старо. Његови почеци иду неколико хиљада година уназад. Трагове овога древног, прастарог рударства налазимо, иако доста ретко, на нашим рудиштима живе, гвожђа, бакра и злата. Сем древног код нас има и врло много трагова римског рударства које је цветало по свима нашим рудоносним областима. Ови трагови огледају првенствено у старим радовима: писаних података о римском рударству наших крајева има врло мало. Много више знамо о рударству средњег века. О његовој величини сведоче нам не само трагови старих рударских и топионичарских радова већ и разноврсне белешке које очито говоре о томе, да је некада, за време средњега века, у нашим крајевима цветало не само обимно већ и технички напредно рударство, напредније него у многим, у оно време чувеним државама Европе. Нарочито се интензивно рударило у средњовековној српској и босанској држави на рудиштима Новог Брда Јањева, Трепче, Копаоника, Рогозне, Рудника, Кратова, Сребрнице, Крешева, Фојнице итд. Богата рудишта среброносног олова и бакра у Србији, Средњој Босни и Македонији дала су повода да се на њима образују често велика насеља, прави градови, центри ондашње трговине у српској, односно босанској држави. У овим, чисто рударским насељима и градовима, боравили су дуже или краће време српски и босански средњовековни владари, затим феудалне велможе,млетачки, дубровачки и грчки капиталисти, саски пургари и шаролико становништво састављено од Срба, Грка, Арбанаса, Саса, Ђеновљана, Млечића и наших Примораца, — Сплићана, Дубровчана,. Которана, Барана. Дошло је време да се поново отворе рудници на оним рудиштима, која су у средњем веку била чувена не само у Србији и Босни, већ и у читавој: Европи. Нека од ових рудишта сада су у пуном раду — Трепча и Злетево: на. другим - Јањеву, Новом Брду, Сребрници и Руднику наши рудари продиру полако у земљина недра, било кроз старе радове. Било да, секу стеновиту целину, са циљем да, пронађу и поваде оне делове рудишта, који стари рудари, услед примитивне технике вађења, нису били у стању да откопају.

### Трепча
Трепча је у Европи највећи рудник олова, био је у средњем веку један међу првим српским рудиштима, на истој нози са Рудником, Сребрницом, и Кратовом, који су после Новог Брда били наши највећи рудници средњег века. Трепча је била у власништву Вука Бранковића, и на руднику је била, ковница новца. У средњем веку Трепча је велико рударско насеље са сталним тргом (отуда је и добио име Стари Трг). Трепчу је заузео султан Мехмед II 1455 године, и отада она је као и остали наши рудници почела назадовати. А и поред тога једно столеће касније Трепча је била град од 500 кућа. међу којима је било 200 српских. Још 800 српских кућа било је у селу Трепчи, Мењеници и Ријеци. У то време Срби су имали и владику, који је живео у неком оближњем манастиру. Крајем 18. века – 1770 године аустријски конзул Милешић видео је у Трепчи „три величанствена храма“.

### Сребреница
Рудник Сребреница је доживела два успона. Први пут се Сребриица уздигла до великог рударског града за време Римљана. Код места званог Градина, у околини Сребрнице, откривени су остаци римских насеља и разноврсни споменици из којих се види да су својевремено овде живели римски рударски великодостојници. Из Сребрнице као највећег рударског места управљало се за време Римљана и рударством простране области Босне, Словеније, Хрватске и једног дела Источних Алпа и Паноније. Нови успон доживела .је Сребрница у средњем веку, када су сребренички рудници били у саставу српске, односно босанске средњовековне државе. У то време Сребрница је била, највећи рударски н трговачки град између Саве и Јадранског мора. У средњовековним споменицима Сребрница се помиње први пут 1367 године. Тада је она била већ чувен рударски град. Сребреничка рудишта давала су у средњем веку сребро и олово. У ондашњој трговини металима сребреничко олово |е било познато као „тврдо" олово .Овде је била и ковница новца.
Сребреничка рудишта била су под влашћу час српских час босанских великаша. Отимали су се око њих, јер су по записима једног летописца, доносила 36000 дуката годишњег прихода. Док је била у саставу српске деспотовине, Сребрница је била веома значајан град у коме су чешће пута боравили српски деспоти Стеван Лазаревић и Ђурађ Бранковић. Овде је деспот Стеван држао сабор, на коме је прогласио Ђурђа за свога наследника. Турци су дефинитивно заузели Сребрницу 1463 године и наставили су са радом на рудиштима. Рударство међутим почиње и овде назадовати. У другој деценији 17 века (1624 године) по извештају једног путописца на рударству се „ради врло споро, пошто Турци не чине никаквих истраживања". У 17 веку Сребрница је још велики град са 800 кућа, 70 дућана, 6 џамија. Један турски историчар тога времена хвали Сребрницу и вели да је „чист и фин сребрни мајдан, да осим у Суркису (Сидерокапси) и Нуриборду (Новом Брду) таква чиста сребра нема". Крајем 17 века не чује се више ништа за руднике у Сребрници.

### Ново Брдо
Ново Брдо је било средиште српске средњевековне државе. Средином 15. века оно је бројало око 40.000 становника. У њега су се стицали многобројни путеви са свих важнијих тржишта Балканског полуострва: Цариграда, Једрена, Софије, Сереза, Солуна и градова Србије, Босне и Приморја. Његове трговачке везе са Италијом биле су врло живе нарочито са Млецима. Руднике и град Ново Брдо штитила је Новобрдска тврђава, која је лежала на кречњачкој главици Велике Планино (кота 1124) као и 2 кастела по страни - Призренац и Прилепац.
Становништво је било веома шаролико. Поред Срба у њему су живели и наши Приморци, ваљда из свих градова Јадрана, затим Грци, Арбанаси, Италијани, Саси. Највећа саска колонија Балканског полуострва била је на Новом Брду. У неким споменицима оно се назива чак и „Сашким Местом". Саси су били чувени са познавања рударске и топионичке вештине. Многобројна је била дубровачка колонија. Дубровчани су закупци новобрдске царине још од 1325 г. а можда и од пре. У 15. веку их је толико да у граду живи „цонсул генералис" и преко Новог Брда Дубровник општи са осталим околним колонијама. У граду живе представници скоро свих дубровачких племићких породица, који су крупни трговци, закупници рудника и занатлије. У Новом Брду Дубровчани имају и своје судије.

### Беласица
Беласица лежи на југоисточним падинама Копаоника у суседству Новог Брда. У средњем веку овде .је био рудник са великим тржиштем. О Беласици има веома мало писаних података. У непосредној околини рудишта, у Врхлабу, имао, је краљ Милутин своје дворове. На развалинама некадашњег града још се разазнају темељи 7 цркава. Градом је управљао, кефалија“: из чега излази, да је Беласица била град истога ранга као и Трепча. У граду је живела и дубровачка, колонија.

### Рудник
Рудник заузима централни део Шумадије, чије име сведочи о томе да је овде вађена руда. У Средњем веку Рудник је чувено рударско место. Први пут се помиње у споменицима из 11 века а затим стално све до ада Србије па, и доцније, за турског времена. Од 13 века па до пропасти Србије, Рудник је међу првим трговачким и рударским местима Србије. У граду живе поред Срба и Дубровчани, Сплићани, Трогирци, Саси. Последњих је толико на Руднику, да се град као и Ново Брдо, назива „сашким местом". У њему борави веома често деспот Ђурађ Бранковић у своме замку Сребрници, на реци Сребрници, притоци Јасенице. Овде је умрла и деспотица Јерина („проклета" Јерина, жена Ђурђева).
Шта је остало од старих наших рударских градова: Новог Брда, Беласице, Трепче, Рудника, који су се по величини и привредном значају убрајали међу највеће и најнапредније градове средњевековне српске државе? Ништа до гомиле рушевина, Најбољи пример пружа нам Ново Брдо, град који је половином 15 века имао 40.000 становника, спао 1610 године на свега 200 кућа, 1695 године на 160, 1879 на 15, 1920 на 19 кућа са 17.9 становника — Арбанаса од којих ниједан није слутио да живи на остацима једног своједобно можда највећег рударског града у свету. Па ипак сачувало је се нешто потомака старих Новобрђана. Јужно од Гнилана, у Морави, у селу Загорју налази се мала оаза католика, чији су преци, Саси и Дубровчани, некада копали и топили руду у Новом Брду а од метала, сребра и злата ковали новце и друге разне драгоцене предмете.

### Рударски басен Колубара
Рударски басен Колубара је рудник угља и топионичарски басен и налази се код Лазаревца, јужно од реке Саве, у сливу река Колубаре и Тамнаве, у Србији. Овај рударски басен садржи велику количину угља који на више места избија на површину. Овај басен, удаљен од Београда 50 km и захвата површину око 600 km². Од 1. јула 2015. године Рударски басен „Колубара“ је огранак у оквиру Јавног предузећа „Електропривреда Србије“. До 1. јула 2015. године Рударски басен „Колубара“ пословао је у систему „Електропривреде Србије“ као зависно привредно друштво.
У складу са статусним променама предвиђеним Програмом реорганизације „Електропривреде Србије“, на који је Влада Србије дала сагласност 27. новембра 2014. године у матично предузеће Јавно предузеће „Електропривреда Србије“ од 1. јула припојена су привредна друштва за производњу угља и енергије „Хидроелектране Ђердап“, „Дринско-Лимске хидроелектране“, „ЕПС Обновљиви извори“, „Термоелектране Никола Тесла“, „Термоелектране - копови Костолац“, „Панонске Термоелектране - Топлане“ и Рударски басен „Колубара“.